# Altare
Altare (ligur nyelven L'Atè vagy Artâ) település Olaszországban, Liguria régióban, Savona megyében, az egykori kis település volt Genova közelében, a Monferrat hercegség határán. Lakosainak száma 1931 fő (2023. január 1.). Altare Cairo Montenotte, Carcare, Mallare, Quiliano és Savona községekkel határos.
Normandiából származó lakói a 12. század óta vetélkedtek a velencei üveggyártókkal. A velenceiektől eltérően nem akadályozták az üvegmívesek kivándorlását, sőt, szokássá tették, hogy a fiatal üvegeslegények a külföldet járják. Ezek az ún. „altaristák” különösen Franciaországban és Németalföldön dolgoztak, gyakran a muránói szökevényekkel együtt.

## Népesség
A település népességének változása:
| Lakosok száma | 2086 | 2034 | 1931 |
|               | 2017 | 2018 | 2023 |